# Nico Fidenco
Nico Fidenco, pseudonimo di Domenico Colarossi (Roma, 24 gennaio 1933 – Roma, 18 novembre 2022), è stato un cantautore e compositore italiano, che conobbe una grande popolarità a partire dal 1960, anno di incisione di What a Sky (in italiano Su nel cielo), tratto dal film di Francesco Maselli I delfini.
Le colonne sonore per la cinematografia di genere, composte nei periodi di dimenticatoio, peraltro non brevi, furono firmate con lo pseudonimo di Dominak.

## Biografia
Domenico Colarossi nacque a Roma il 24 gennaio 1933. Nel 1939, all'età di sei anni, si trasferisce con la famiglia ad Asmara, dove rimane per dieci anni, sino al 1949. Nel 1960 Fidenco era già in forza alla RCA Italiana a Roma, ove era stato introdotto da Franco Migliacci, come cantautore. Le sue canzoni sarebbero state interpretate da cantanti della RCA stessa.
In quel periodo cominciavano ad avere successo cantanti caratterizzati da particolarità o difetti della voce, che ne mettevano in evidenza la personalità. Per questo motivo il direttore artistico Enzo Micocci giudicò interessante anche la sua voce, come del resto quella di Gianni Meccia con Odio tutte le vecchie signore e del primo Modugno (entrambi scoperti da lui).
Il regista Maselli desiderava inserire nella colonna sonora de I delfini un brano di Paul Anka, Crazy Love, ma la sua richiesta economica fu giudicata eccessiva. Maselli si rivolse dunque a Micocci, che gli propose un brano inedito, What a Sky, composto dal maestro Giovanni Fusco. Il provino fu inciso da un giovane Little Tony, dal figlio di Fusco e da Fidenco. Fu proprio quest'ultimo a essere preferito dalla produzione.
La casa discografica inizialmente non prevedeva la pubblicazione del pezzo su 45 giri, ma le pressioni da parte dei negozianti e dei grossisti, dovute alle richieste del pubblico (il film fu accolto molto favorevolmente nelle sale), spinsero l'etichetta non solo a pubblicare la versione inglese, ma a riportare di corsa Fidenco in sala d'incisione per registrare sulla stessa base orchestrale la versione in italiano Su nel cielo da mettere sul lato B del 45 giri che dal 31 dicembre 1960 rimase primo in classifica per quattro settimane.
Dopo What a Sky Fidenco incise altri brani in inglese e in italiano tratti da colonne sonore di grandi film di successo come: Just That Same Old Line dal film La ragazza con la valigia con Claudia Cardinale, Il mondo di Suzie Wong dal film omonimo con William Holden che raggiunge la prima posizione in classifica per cinque settimane nel 1961, Exodus, dal film omonimo con Paul Newman, Moon River dal film Colazione da Tiffany con Audrey Hepburn, L'uomo che non sapeva amare dal film omonimo con George Peppard e Una donna nel mondo dal film La donna nel mondo.
In quel periodo, oltre alle colonne sonore, incise alcuni grandi successi: Con te sulla spiaggia (seconda classificata a Un disco per l'estate 1964), Se mi perderai, Come nasce un amore, A casa di Irene, La voglia di ballare (finalista a Un disco per l'estate 1965), Goccia di Mare, Non è vero, Tutta la gente, ma soprattutto Legata a un granello di sabbia (1961), considerata il primo esempio di tormentone estivo italiano della storia, in quanto rimase prima in classifica per 14 settimane e fu il primo 45 giri a superare in Italia il milione di copie vendute (raggiunse il milione e mezzo e ottenne a settembre 1961 il disco d'oro), tutti incisi per l'etichetta RCA Italiana.
Un po' per carattere, un po' per scelte della RCA stessa, Fidenco, seppur presentandosi in maniera elegante e raffinata, era tuttavia molto timido e non voleva quasi mai che il suo volto apparisse sulle copertine dei dischi, preferendo che ci fossero delle belle ragazze.
Nel 1966 lascia la RCA per passare alla Parade ma, da qui in poi, la sua popolarità subisce una flessione, nonostante una partecipazione, la sua unica, al Festival di Sanremo nell'edizione del 1967 ricordata soprattutto per la morte di Luigi Tenco.
Fidenco, che presentava il brano firmato da Gianni Meccia Ma piano (per non svegliarti) in coppia con la cantante statunitense Cher, non riuscì a portare il brano in finale. Causa di questa eliminazione, secondo il cantante, fu l'impreparazione di Cher, arrivata solo il giorno prima della gara, che, non conoscendo la canzone (e non conoscendo l'italiano), fu costretta a imparare le parole foneticamente senza comprenderne il significato, aiutata dal marito Sonny Bono, musicista di origine italiana.
Dopo aver ridotto le proprie incisioni pop, Fidenco tornò a occuparsi nuovamente dicolonne sonore, componendo per il cosiddetto "cinema di genere" per tutti gli anni settanta e ottanta, spaziando dallo spaghetti-western (la prima colonna sonora fu per All'ombra di una colt) ai film sexploitation come La strana legge del dott. Menga (1971), La ragazzina (1975) e la serie di culto Emanuelle nera, frequentando anche l'horror per il film Zombi Holocaust del 1980 e il crossover Porno Holocaust di Joe D'Amato.
L'unico album pop inciso in questo decennio è La mia estate con Cinzia, pubblicato nel 1970 per l'etichetta Ri-Fi.
Sul finire degli anni settanta e nei primi anni ottanta ritrovò una inaspettata popolarità presso il pubblico dei più piccoli, anche in termini di vendite, grazie alle numerose sigle incise per gli anime giapponesi, vero e proprio fenomeno di costume televisivo di quel periodo. La sigla Don Chuck Castoro infatti riuscì a vendere oltre quattrocentomila copie, riportandolo in classifica.
Altre sigle di successo furono Hela Supergirl che vendette 180 000 copie, Cyborg, i nove supermagnifici, Don Chuck story, Sam il ragazzo del west, Godzilla e in particolare Bem, forte anch'essa di oltre duecentomila copie vendute. Il brano era la sigla della prima serie dell'anime Bem, primo vero cartone animato horror. Anche il brano di Fidenco non si discosta molto dalle atmosfere cupe della serie, sottolineandole con un coro di bambini, effetti sonori inquietanti e un testo giudicato all'epoca troppo forte per un pubblico infantile. Il brano nel corso degli anni ha assunto un vero e proprio status di cult.
Ha inciso anche due sigle per telefilm come Boys and Girls, per la serie omonima e Arnold per la serie Il mio amico Arnold. In questo decennio torna anche a incidere album pop come La mia mania del 1981 e Direzione vietata del 1989 e nel 1992 una raccolta di successi riarrangiati dal titolo Ieri e oggi.
Dal 1984 al 1994 con i colleghi Riccardo Del Turco, Jimmy Fontana e Gianni Meccia diede vita a I Super 4, quartetto con il quale ripropose successi tratti dai rispettivi repertori degli anni sessanta riarrangiati in chiave moderna, con cui pubblicò tre album di discreto successo commerciale.
Nel 2007 si è esibito nell'ambito del Lucca Comics & Games, fiera internazionale dedicata al fumetto e all'animazione, dove ha cantato dal vivo alcune delle colonne sonore e delle sigle dei cartoni animati, oggetto di riscoperta e rivalutazione da parte di appassionati e addetti ai lavori. Sulla scia di questo revival, l'etichetta Siglandia ha stampato nel 2019 una raccolta di tutte le sigle dei cartoni animati di Fidenco in edizione rimasterizzata, per sopperire all'assenza di quest'ultime dal mercato discografico ufficiale, anche digitale.
Morì a Roma il 18 novembre 2022, per cause naturali, all'età di 89 anni. Riposa al cimitero Flaminio.

## La rarità dei suoi dischi
I dischi originali di Fidenco sono diventati nel corso degli anni molto difficili da reperire sul mercato, anche perché il cantante ha inciso per numerose etichette discografiche differenti, spesso minori, che avevano una limitata distribuzione sul mercato. Anche gli album realizzati con I Super4, nonostante siano più recenti, sono difficili da reperire, non essendo mai stati ristampati in CD o in digitale. La RCA ha provveduto a riempire parzialmente certe mancanze con alcune raccolte, sia in vinile sia in CD, contenenti i suoi maggiori successi incisi per quell'etichetta.
Diverso discorso per il periodo successivo, quando incise per etichette come la Parade, Fonit Cetra e Ri-Fi materiale del tutto inedito in CD o in digitale. Dopo molti anni, alcune delle colonne sonore realizzate per la serie Emanuelle nera sono state ristampate, seppure solo in CD e in edizioni limitate, da alcune case discografiche minori come la Dagored, specializzata in rarità.
Nel 2007 la Severin Films ha rimasterizzato e distribuito sul mercato statunitense due box da tre CD ciascuno contenenti tutte e sei le colonne sonore della serie. Sempre a partire dal 2007 molte colonne sonore di Fidenco sono state ristampate in CD, LP e in digitale da etichette specializzate in colonne sonore come GDM Music, Digitmovies, Beat Records Company, Kronos Records e Siglandia.

## Discografia italiana

### Album in studio
- 1961 - Nico Fidenco
- 1963 - Per noi due
- 1965 - Musica per innamorati
- 1966 - Nico Fidenco Show
- 1970 - La mia estate con Cinzia
- 1981 - La mia mania
- 1989 - Direzione vietata
- 1998 - La canzone d'Italia

### EP
- 1961 - Exodus
- 1961 - Legata a un granello di sabbia/Ridi, ridi/Tornerai...Suzie/Il mondo di Suzie Wong

## Filmografia parziale

### Attore
- Pesci d'oro e bikini d'argento, regia di Carlo Veo (1961)
- Un marito in condominio, regia di Angelo Dorigo (1963)
- L'hobby, episodio de I maniaci, regia di Lucio Fulci (1964)
- Appuntamento a Dallas, regia di Piero Regnoli (1964)
- Trio, regia di Gianfranco Mingozzi (1967)

### Colonna sonora
- Pesci d'oro e bikini d'argento, regia di Carlo Veo (1961)
- 2 samurai per 100 geishe, regia di Giorgio Simonelli (1962)
- Un marito in condominio, regia di Angelo Dorigo (1963)
- Appuntamento a Dallas (Destination Miami: Objective Murder), regia di Piero Regnoli (1964)
- All'ombra di una colt, regia di Giovanni Grimaldi (1965)
- Per il gusto di uccidere, regia di Tonino Valerii (1966)
- Dinamite Jim, regia di Alfonso Balcázar (1966)
- Ringo il texano (The Texican), regia di Lesley Selander (1966)
- Supercolpo da 7 miliardi, regia di Bitto Albertini (1966)
- 2+5 missione Hydra, regia di Pietro Francisci (1966)
- John il bastardo, regia di Armando Crispino (1967)
- Bang Bang Kid, regia di Giorgio Gentili (1967)
- Uno di più all'inferno, regia di Giovanni Fago (1968)
- Lo voglio morto, regia di Paolo Bianchini (1968)
- All'ultimo sangue, regia di Paolo Moffa (1968)
- La strana legge del dott. Menga (No desearás la mujer del vecino), regia di Fernando Merino (1971)
- Campa carogna... la taglia cresce, regia di Giuseppe Rosati (1973)
- Crash! Che botte... Strippo strappo stroppio, regia di Bitto Albertini (1973)
- La principessa sul pisello, regia di Piero Regnoli (1973)
- Bruna, formosa, cerca superdotato, regia di Alberto Cardone (1973)
- La ragazzina, regia di Mario Imperoli (1974)
- Blue Jeans, regia di Mario Imperoli (1975)
- Emanuelle nera, regia di Bitto Albertini (1975)
- Emanuelle nera - Orient Reportage, regia di Joe D'Amato (1976)
- Emanuelle in America, regia di Joe D'Amato (1976)
- La pretora, regia di Lucio Fulci (1976)
- Candido erotico, regia di Claudio De Molinis (1977)
- Emanuelle - Perché violenza alle donne?, regia di Joe D'Amato (1977)
- Emanuelle e gli ultimi cannibali, regia di Joe D'Amato (1977)
- Il mondo dei sensi di Emy Wong, regia di Bitto Albertini (1977)
- La via della prostituzione, regia di Joe D'Amato (1978)
- Immagini di un convento, regia di Joe D'Amato (1979)
- 3 Supermen contro il Padrino, regia di Italo Martinenghi (1979)
- Sesso nero, regia di Joe D'Amato (1980)
- Zombi Holocaust, regia di Marino Girolami (1980)
- Porno Holocaust, regia di Joe D'Amato (1981)
- Che casino... con Pierino!, regia di Bitto Albertini (1982)
- Nudo e crudele, regia di Bitto Albertini (1984)
- Bambola di carne, regia di Andrea Bianchi (1995)